# Push (logística)
No sistema push, sistema de fabricação tradicional, a produção é processada num instante de tempo específico e com uma data bem definida. 
O artigo, a partir do instante de lançamento, fica sujeito a uma sequência de operações, e quando uma operação termina, o output é empurrado para a operação seguinte ,independentemente de ser ou não necessário naquele momento.
No sistema push, os planos de produção são elaborados com base na capacidade da fábrica e a produção é realizada com o intuito de ser vendida num futuro mais ou menos próximo. Quando a produção é superior à percentagem das vendas, existe a criação de stock, nestes casos é possível um abrandamento na produção, até atingir um equilíbrio entre a procura e a oferta (Dias, 2005, p. 144-145).
| Procura > Oferta                                       | Procura < Oferta                                       |
| Produtor é que manda                                   | Cliente é que manda                                    |
| Segmentação de mercado                                 | Fragmentação do mercado                                |
| Grande número de clientes com necessidades semelhantes | Pequeno número de clientes com necessidades diferentes |
| Produtos genéricos                                     | Produtos “à medida”                                    |
| Séries de produção longas                              | Séries de produção curtas                              |

## Referência
- DIAS, João - "Logística Glogal e Macrologística". Lisboa: Edições Sílabo, Lda, 2005. ISBN 972-618-369-3